# Augers-en-Brie
Augers-en-Brie () est une commune française située dans le département de Seine-et-Marne en région Île-de-France.

## Géographie

### Localisation
La commune est située à environ  15 kilomètres au nord de Provins.

### Communes limitrophes
Cerneux à 1,75 km, Sancy-lès-Provins à 3,17 km, Les Marêts à 3,48 km, Villiers-Saint-Georges à 4,76 km, Courtacon à 5,15 km, Rupéreux à 5,3 km et Voulton à 7,1 km.
| Courtacon  | Cerneux        | Sancy-lès-Provins      |
| Les Marêts | Augers-en-Brie | Villiers-Saint-Georges |
| Rupéreux   | Voulton        | Villiers-Saint-Georges |

### Hydrographie

#### Réseau hydrographique

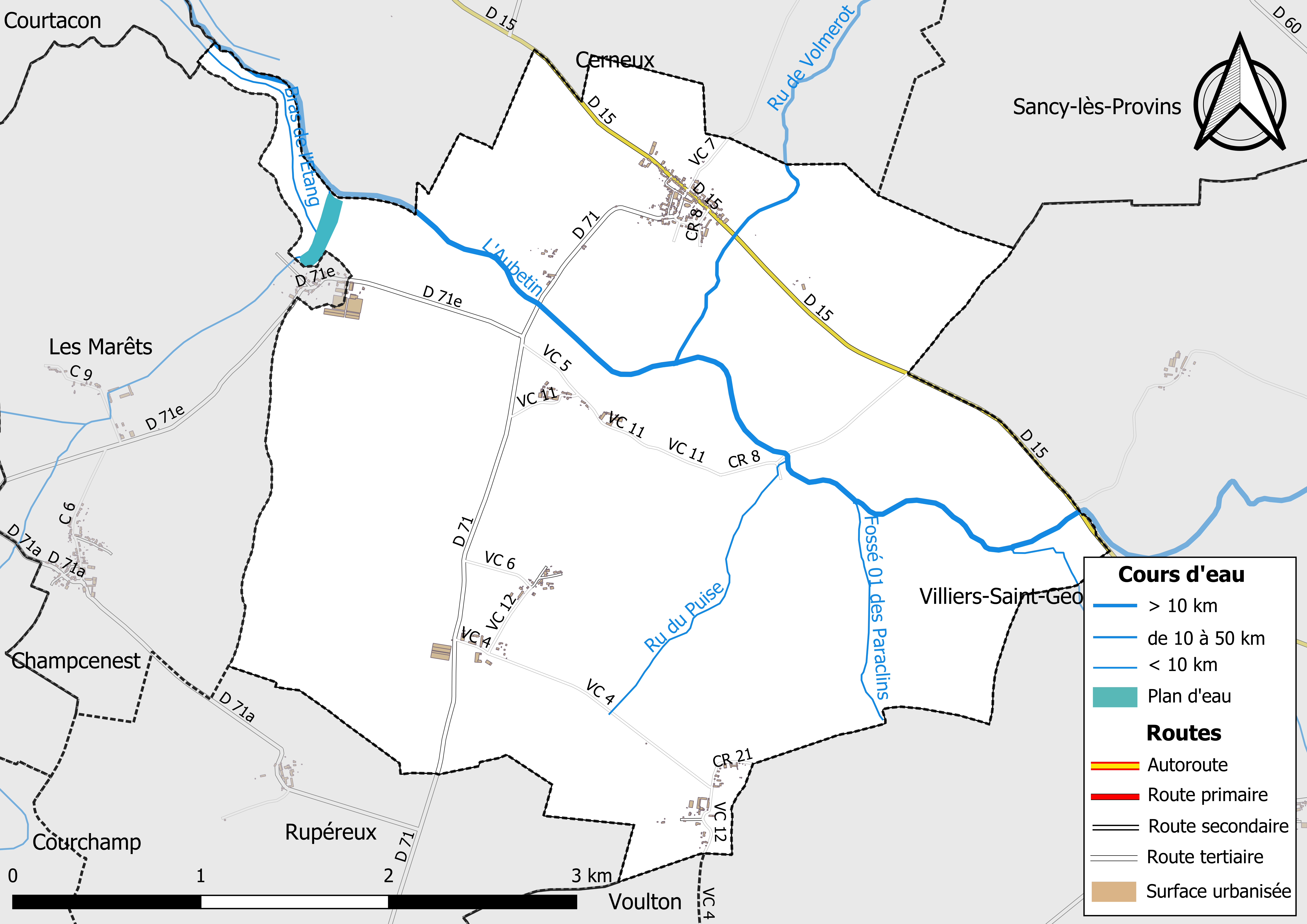
Carte des réseaux hydrographique et routier d'Augers-en-Brie.

Le réseau hydrographique de la commune se compose de  sept cours d'eau référencés :
- la rivière l’Aubetin, longue de 61,2 km[2], affluent du Grand Morin ;
  - le ru de Volmerot, 10,5 km[3], et ;
  - le ru de l'Etang, 2,7 km[4], et ;
  - un bras de l'Etang, 3,24 km[5], et ;
  - le fossé 01 des Paraclins, 1,3 km[6], et ;
  - le ru du Puise, long de 1,8 km[7], affluents de l’ Aubetin ;
- le fossé 01 du Bois Letrée, 2,2 km[8].

La longueur totale des cours d'eau sur la commune est de 11,42 km.

#### Gestion des cours d'eau
Afin d’atteindre le bon état des eaux imposé par la Directive-cadre sur l'eau du 23 octobre 2000, plusieurs outils de gestion intégrée s’articulent à différentes échelles pour définir et mettre en œuvre un programme d’actions de réhabilitation et de gestion des milieux aquatiques : le SDAGE (Schéma directeur d'aménagement et de gestion des eaux), à l’échelle du bassin hydrographique, et le SAGE (Schéma d'aménagement et de gestion des eaux), à l’échelle locale. Ce dernier fixe les objectifs généraux d’utilisation, de mise en valeur et de protection quantitative et qualitative des ressources en eau superficielle et souterraine. Le département de Seine-et-Marne est couvert par six SAGE, au sein du bassin Seine-Normandie.
La commune fait partie du SAGE « Yerres », approuvé le 13 octobre 2011 et mis en révision en 2018, au sein du Bassin Seine-Normandie. Le territoire de ce SAGE correspond au bassin versant de l’Yerres, d'une superficie de 1 017 km2, parcouru par un réseau hydrographique de 450 kilomètres de long environ, répartis entre le cours de l’Yerres et ses affluents principaux que sont : le ru de l’Etang de Beuvron, la Visandre, l’Yvron, le Bréon, l’Avon, la Marsange, la Barbançonne, le Réveillon. Le pilotage et l’animation du SAGE sont assurés par le syndicat mixte pour l’Assainissement et la Gestion des eaux du bassin versant de l’Yerres (SYAGE), qualifié de « structure porteuse ».

### Climat
Pour des articles plus généraux, voir Climat de l'Île-de-France et Climat de Seine-et-Marne.
En 2010, le climat de la commune est de type climat océanique dégradé des plaines du Centre et du Nord, selon une étude du CNRS s'appuyant sur une série de données couvrant la période 1971-2000. En 2020, Météo-France publie une typologie des climats de la France métropolitaine dans laquelle la commune est exposée à un climat océanique altéré et est dans la région climatique Nord-est du bassin Parisien, caractérisée par un ensoleillement médiocre, une pluviométrie moyenne régulièrement répartie au cours de l’année et un hiver froid (3 °C).
Pour la période 1971-2000, la température annuelle moyenne est de 10,5 °C, avec une amplitude thermique annuelle de 15,4 °C. Le cumul annuel moyen de précipitations est de 750 mm, avec 11,9 jours de précipitations en janvier et 8,1 jours en juillet. Pour la période 1991-2020, la température moyenne annuelle observée sur la station météorologique la plus proche, située sur la commune de Voulton à 7 km à vol d'oiseau, est de 11,3 °C et le cumul annuel moyen de précipitations est de 740,8 mm,. Pour l'avenir, les paramètres climatiques de la commune estimés pour 2050 selon différents scénarios d'émission de gaz à effet de serre sont consultables sur un site dédié publié par Météo-France en novembre 2022.

### Milieux naturels et biodiversité
Aucun espace naturel présentant un intérêt patrimonial n'est recensé sur la commune dans l'inventaire national du patrimoine naturel,,.

## Urbanisme

### Typologie
Au 1er janvier 2024, Augers-en-Brie est catégorisée commune rurale à habitat dispersé, selon la nouvelle grille communale de densité à sept niveaux définie par l'Insee en 2022.
Elle est située hors unité urbaine. Par ailleurs la commune fait partie de l'aire d'attraction de Paris, dont elle est une commune de la couronne,. Cette aire regroupe 1 929 communes,.

### Occupation des sols
L'occupation des sols de la commune, telle qu'elle ressort de la base de données européenne d’occupation biophysique des sols Corine Land Cover (CLC), est marquée par l'importance des territoires agricoles (98,3 % en 2018), en augmentation par rapport à 1990 (96 %). La répartition détaillée en 2018 est la suivante : 
terres arables (98,3 %), forêts (1,7 %), zones humides intérieures (0,1 %).
Parallèlement, L'Institut Paris Région, agence d'urbanisme de la région Île-de-France, a mis en place un inventaire numérique de l'occupation du sol de l'Île-de-France, dénommé le MOS (Mode d'occupation du sol), actualisé régulièrement depuis sa première édition en 1982. Réalisé à partir de photos aériennes, le Mos distingue les espaces naturels, agricoles et forestiers mais aussi les espaces urbains (habitat, infrastructures, équipements, activités économiques, etc.) selon une classification pouvant aller jusqu'à 81 postes, différente de celle de Corine Land Cover,,. L'Institut met également à disposition des outils permettant de visualiser par photo aérienne l'évolution de l'occupation des sols de la commune entre 1949 et 2018.

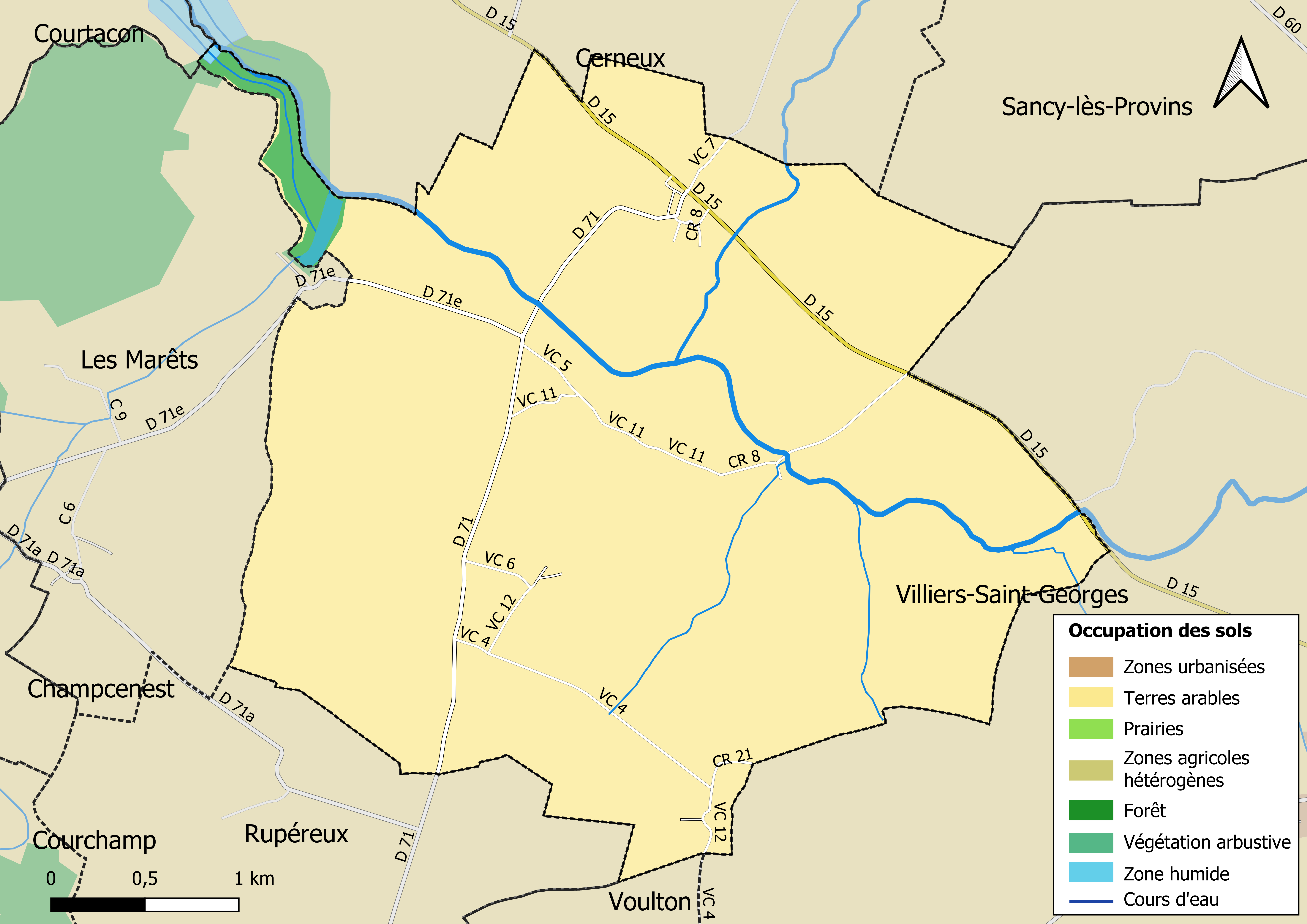
Carte des infrastructures et de l'occupation des sols en 2018 (CLC) de la commune.
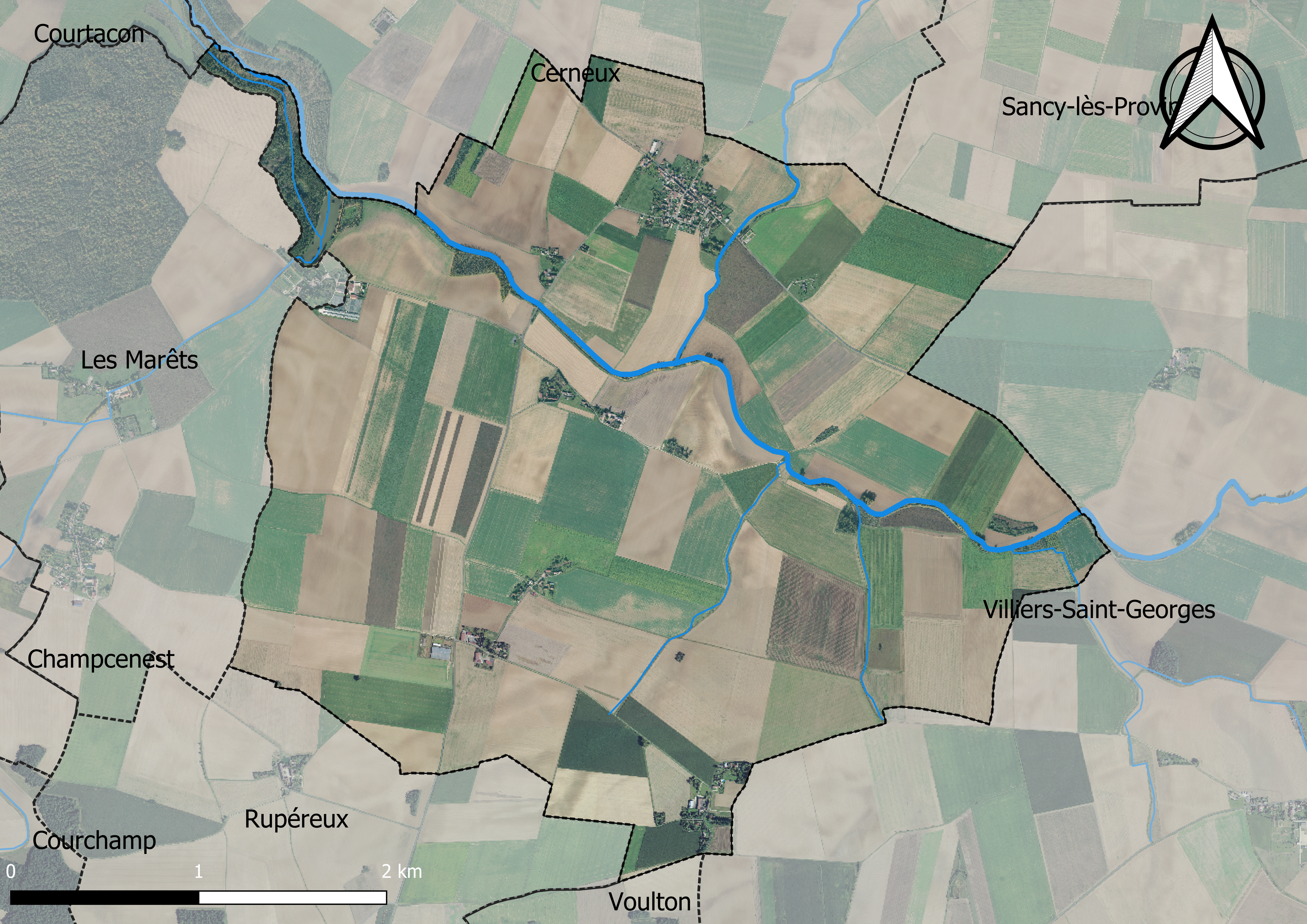
Carte orhophotogrammétrique de la commune.

### Planification
La loi SRU du 13 décembre 2000 a incité les communes à se regrouper au sein d’un établissement public, pour déterminer les partis d’aménagement de l’espace au sein d’un SCoT, un document d’orientation stratégique des politiques publiques à une grande échelle et à un horizon de 20 ans et s'imposant aux documents d'urbanisme locaux, les PLU (Plan local d'urbanisme). La commune est dans le territoire du SCOT Grand Provinois, dont le projet a été arrêté le 29 janvier 2020 et approuvé le 27 novembre 2012, porté par le syndicat mixte d’études et de programmation (SMEP) du Grand Provinois, qui regroupe les Communautés de Communes du Provinois et de Bassée-Montois, soit 82 communes.
La commune disposait en 2019 d'un plan local d'urbanisme approuvé. Le zonage réglementaire et le règlement associé peuvent être consultés sur le géoportail de l'urbanisme.

### Lieux-dits et écarts
La commune compte 53 lieux-dits administratifs répertoriés consultables ici dont le hameau de Couperdrix.

### Logement
En 2016, le nombre total de logements dans la commune était de 140, dont 100 % de maisons.
Parmi ces logements, 85,7 % étaient des résidences principales, 6,3 % des résidences secondaires et 7,9 % des logements vacants.
La part des ménages fiscaux propriétaires de leur résidence principale s'élevait à 79,7 % contre 17,8 % de locataires et 2,5 % logés gratuitement,.

## Toponymie
Le nom de la localité est attesté sous les formes Albioderus vicus au VIIe siècle, Pago Aliodrense en 632, Aujorra vers 1163.
Du gaulois duro ou du latin dūrum, en seconde position d’un nom composé, «  forteresse ». Duro est précédé d’un -ó- de liaison accentué et a plus ou moins abouti à des terminaisons en -erre ou –eurre dans le Nord et -oire dans le Midi de la France, avec un hydronyme pré-celtique albius, un dieu mineur et local de la mythologie celtique gauloise. Selon Xavier Delamarre, ce toponyme est issu du gaulois *Albioduron (« Bourg-Céleste »), passé par le latin Albiodurum.

## Histoire
C'est sur les hauteurs d'Augers que s'appuyait la ligne principale de défense allemande lorsque commença la bataille de la Marne, le 6 septembre 1914.

Après avoir refoulé les avant-postes du IIIe corps allemand, le 18e corps d'armée Français parti de Voulton bivouaqua, le soir, autour d'Augers-en-Brie.

Durant la bataille, Augers fut bombardée successivement par les Français et les Allemands, chacun des adversaires croyant l'autre dans le village, alors qu'il occupait les alentours. L'église saint-Étienne souffrit particulièrement lors de ces bombardements.

## Politique et administration
| Période                                  | Période  | Identité         | Étiquette | Qualité |
| ---------------------------------------- | -------- | ---------------- | --------- | ------- |
| Les données manquantes sont à compléter. |          |                  |           |         |
| avant 1988                               | ?        | Pierre Hanneton  |           |         |
| 2001                                     | 2008     | Jean-Pol Chevron |           |         |
| 2008                                     | 2014     | Semeko Kenou     |           |         |
| 2014                                     | En cours | Alain Hanneton   |           |         |

## Équipements et services

### Eau et assainissement
L’organisation de la distribution de l’eau potable, de la collecte et du traitement des eaux usées et pluviales relève des communes. La loi NOTRe de 2015 a accru le rôle des EPCI à fiscalité propre en leur transférant cette compétence. Ce transfert devait en principe être effectif au 1er janvier 2020, mais la loi Ferrand-Fesneau du 3 août 2018 a introduit la possibilité d’un report de ce transfert au 1er janvier 2026,.

#### Assainissement des eaux usées
En 2020, la commune d'Augers-en-Brie ne dispose pas d'assainissement collectif,.
L’assainissement non collectif (ANC) désigne les installations individuelles de traitement des eaux domestiques qui ne sont pas desservies par un réseau public de collecte des eaux usées et qui doivent en conséquence traiter elles-mêmes leurs eaux usées avant de les rejeter dans le milieu naturel. La communauté de communes du Provinois assure pour le compte de la commune le service public d'assainissement non collectif (SPANC), qui a pour mission de vérifier la bonne exécution des travaux de réalisation et de réhabilitation, ainsi que le bon fonctionnement et l’entretien des installations,.

#### Eau potable
En 2020, l'alimentation en eau potable est assurée par le syndicat de l'Eau de l'Est seine-et-marnais (S2E77) qui gère le service en régie,,.

## Population et société

### Démographie
La population d'Augers-en-Brie était de 260 au recensement de 1999, 299 en 2006 et de 305 en 2007. La densité de population est de 22,61 habitants par km². Le nombre de logements a été estimé à 134 en 2007. Ces logements se composent de 115 résidences principales, 7 résidences secondaires ou occasionnels ainsi que 12 logements vacants.

L'évolution du nombre d'habitants est connue à travers les recensements de la population effectués dans la commune depuis 1793. Pour les communes de moins de 10 000 habitants, une enquête de recensement portant sur toute la population est réalisée tous les cinq ans, les populations de référence des années intermédiaires étant quant à elles estimées par interpolation ou extrapolation. Pour la commune, le premier recensement exhaustif entrant dans le cadre du nouveau dispositif a été réalisé en 2008.

En 2022, la commune comptait 275 habitants, en évolution de −8,94 % par rapport à 2016 (Seine-et-Marne : +3,92 %, France hors Mayotte : +2,11 %).
| 1793 | 1800 | 1806 | 1821 | 1831 | 1836 | 1841 | 1846 | 1851 |
| ---- | ---- | ---- | ---- | ---- | ---- | ---- | ---- | ---- |
| 329  | 337  | 285  | 349  | 391  | 442  | 442  | 440  | 471  |

| 1856 | 1861 | 1866 | 1872 | 1876 | 1881 | 1886 | 1891 | 1896 |
| ---- | ---- | ---- | ---- | ---- | ---- | ---- | ---- | ---- |
| 489  | 443  | 423  | 408  | 405  | 414  | 409  | 407  | 409  |

| 1901 | 1906 | 1911 | 1921 | 1926 | 1931 | 1936 | 1946 | 1954 |
| ---- | ---- | ---- | ---- | ---- | ---- | ---- | ---- | ---- |
| 384  | 384  | 399  | 316  | 330  | 333  | 307  | 291  | 289  |

| 1962 | 1968 | 1975 | 1982 | 1990 | 1999 | 2006 | 2008 | 2013 |
| ---- | ---- | ---- | ---- | ---- | ---- | ---- | ---- | ---- |
| 259  | 213  | 176  | 172  | 195  | 260  | 299  | 310  | 305  |

| 2018 | 2022 | - | - | - | - | - | - | - |
| ---- | ---- | - | - | - | - | - | - | - |
| 297  | 275  | - | - | - | - | - | - | - |

### Sports
Un terrain d'airsoft, nommé « Area 51 », a élu domicile dans la commune jusqu'à l'été 2010. Depuis cette date, l'équipe gérante du terrain a changé de lieu.

## Économie

### Revenus de la population et fiscalité
En 2017, le nombre de ménages fiscaux de la commune était de 115, représentant 319 personnes et la  médiane du revenu disponible par unité de consommation  de 23 750 euros.

### Emploi
En 2017 , le nombre total d’emplois dans la zone était de 31, occupant 141 actifs  résidants.
Le taux d'activité de la population (actifs ayant un emploi) âgée de 15 à 64 ans s'élevait à 72 % contre un taux de chômage de 6,7 %.
Les 21,2 % d’inactifs se répartissent de la façon suivante : 8,3 % d’étudiants et stagiaires non rémunérés, 4,7 % de retraités ou préretraités et 8,3 % pour les autres inactifs.

### Entreprises et commerces
En 2018, le nombre d'établissements actifs était de 13 dont 3 dans le commerce de gros et de détail, transports, hébergement et restauration, 1 dans les activités immobilières, 5 dans les activités spécialisées, scientifiques et techniques et activités de services administratifs et de soutien, 1 dans l’administration publique, enseignement, santé humaine et action sociale et 3  étaient relatifs aux autres activités de services.
En 2019, 1 entreprise individuelle a été créée sur le territoire de la commune.
Au 1er janvier 2020, la commune disposait de 6 chambres d’hôtels dans un établissement et ne possédait aucun terrain de  camping.

## Culture locale et patrimoine

### Lieux et monuments
Augers-en-Brie est sur le parcours de l'ancienne voie romaine Senlis-Provins. Des fouilles archéologiques ont permis d'y découvrir de nombreux témoignages de la période gallo-romaine, comme des fibules.

### Personnalités liées à la commune
Léo Pierron Marillier, jeune violoniste, est né à Augers-en-Brie en 1995. En 2006, il est admis dans la classe de violon de Larissa Kolos au CNR de Paris. Il remporte les « Clés d'Or » en 2008. Il est également le premier Français de l'histoire du concours à avoir gagné « Balys Dvarionas » en 2008. En 2009, il remporte le prix d'interprétation spécial pour ses deux interprétations d'œuvres de Tchaïkovski et est demi-finaliste et plus jeune violoniste du 6th International Tchaïkovski competition for young musicians (Séoul) et le Prix d'Honneur au concours Léopold-Bellan en 2013. Il entre à 15 ans dans la classe d'Alexis Galpérine au CNSMDP de Paris et sort premier nommé en 2013 pour rejoindre Miriam Fried au New England Conservatory à Boston, soutenu dans ses études par un Merit Award et la Fondation franco-américaine Florence Gould. Après avoir obtenu son Master, il continue à se perfectionner auprès de Miriam Fried, Midori et Mihaela Martin. Premier disque « Fantaisies d'opéra » enregistré en 2013 avec Alexandre Lory au piano. Débuts avec orchestre à l'âge de 13 ans avec le LOH Orchestra, puis avec Klaipeda Orchestra, KYSO Orchestra, Wiener-Concert Verein, Orchestre Symphonique Inter-Universitaire de Paris.

### Héraldique
| Blason de Augers-en-Brie | Blason  | De gueules au bassin d'argent maçonné de sable, rempli d'azur et accompagné de trois fibules d'or. |
| Blason de Augers-en-Brie | Détails | Adopté en septembre 2013.                                                                          |